# JoAnne Akalaitis
JoAnne Akalaitis (Joana Akelaityté en lituanien), née le 29 juin 1937 à Chicago, est une metteur en scène de théâtre ainsi qu'une écrivain américaine d'origine lituanienne. Elle a remporté cinq récompenses aux Obie Awards en tant que metteur en scène et est cofondatrice de la compagnie Mabou Mines de New York. Elle quitte cette compagnie, vingt années plus tard, en juin 1990.

## Biographie
Elle a eu deux enfants avec son ex-mari et compositeur Philip Glass : Juliet (née en 1968) et Zachary (né en 1971).